# Euan Norris
Euan Norris (29 oktober 1977) is een Schots voetbalscheidsrechter. 

## Carrière
Norris werd een FIFA-scheidsrechter in 2009. Hij fluit in Schotland in de Scottish Premiership. Tijdens een wedstrijd in de eindronde van het Europees kampioenschap voetbal 2012 floot hij als assistent-scheidsrechter. In de kwalificaties in 2011 floot hij Kazachstan - Azerbeidzjan.